# Pergalumna nuda
Pergalumna nuda är en kvalsterart som beskrevs av Balogh 1960. Pergalumna nuda ingår i släktet Pergalumna och familjen Galumnidae. Inga underarter finns listade i Catalogue of Life.